# 背眼吻棘鰍
背眼吻棘鰍為輻鰭魚綱合鰓目刺鰍亞目刺鰍科的其中一種，分布於亞洲緬甸伊洛瓦底江下游流域，體長可達25公分，棲息在河川底層水域，屬肉食性。